# Campeonato Africano de Atletismo de 2022 - Salto triplo feminino
A prova do salto triplo feminino do Campeonato Africano de Atletismo de 2022 foi disputada no dia 12 de junho, no Complexo Esportivo Nacional Cote d'Or, em Saint Pierre, na Maurícia.

## Recordes
Antes desta competição, os recordes mundiais e do campeonato nesta prova eram os seguintes:
|                       | Nome                   | Nacionalidade | Distância | Local    | Data                 |
| --------------------- | ---------------------- | ------------- | --------- | -------- | -------------------- |
| Recorde mundial       | Yulimar Rojas          | Venezuela     | 15m 74cm  | Belgrado | 22 de março de 2022  |
| Recorde do campeonato | Françoise Mbango Etone | Camarões      | 14m 95cm  | Tunes    | 7 de agosto de 2002  |
| Recorde africano      | Françoise Mbango Etone | Camarões      | 15m 39cm  | Pequim   | 17 de agosto de 2008 |

## Medalhistas
| Ouro                 | Prata           | Bronze                       |
| Sangoné Kandji (SEN) | Saly Sarr (SEN) | Véronique Kossenda Rey (CMR) |

## Cronograma
Todos os horários são locais (UTC+4). 
| Data        | Hora  | Evento |
| ----------- | ----- | ------ |
| 12 de junho | 15:20 | Final  |

## Resultado final
A final ocorreu dia 12 de junho às 15:20.
| Posição           | Atleta                  | Nacionalidade   | #1    | #2    | #3    | #4     | #5    | #6    | Resultado | Notas |
| ----------------- | ----------------------- | --------------- | ----- | ----- | ----- | ------ | ----- | ----- | --------- | ----- |
| Medalha de ouro   | Sangoné Kandji          | Senegal         | x     | 13.39 | 13.76 | 13.27  | 13.15 | 13.61 | 13.76     |       |
| Medalha de prata  | Saly Sarr               | Senegal         | x     | 13.22 | 13.02 | 13.42  | 13.11 | 13.19 | 13.42     |       |
| Medalha de bronze | Véronique Kossenda Rey  | Camarões        | 13.18 | 12.78 | 13.04 | 13.13  | 13.35 | 13.12 | 13.35     |       |
| 4                 | Liliane Potiron         | Ilhas Maurícias | x     | 13.04 | 13.18 | 13.17  | 13.21 | x     | 13.21     |       |
| 5                 | Esraa Samir             | Egito           | 12.55 | 12.95 | 12.84 | 12.92  | x     | x     | 12.95     |       |
| 6                 | Lerato Sechele          | Lesoto          | x     | 12.83 | 12.55 | 12.83v | 11.64 | x     | 12.83v    |       |
| 7                 | Pauline Raissa Ngouopou | Camarões        | x     | 12.54 | 12.28 | 12.75  | 12.35 | 11.64 | 12.75     |       |
| 8                 | Fayza Issaka-Abdoukerim | Togo            | 11.84 | 11.87 | 12.34 | 12.21  | 12.28 | 12.27 | 12.34     |       |
| 9                 | Fatimata Zoungrana      | Burquina Fasso  |       |       |       |        |       |       | DNS       |       |
| 9                 | Grace Anigbata          | Nigéria         |       |       |       |        |       |       | DNS       |       |
| 9                 | Mercy Honest Peter      | Nigéria         |       |       |       |        |       |       | DNS       |       |
| 9                 | Onaara Obamuwagun       | Nigéria         |       |       |       |        |       |       | DNS       |       |

Legenda
| Recorde mundial       | Recorde mundial (World record)               |                       | Recorde africano                      | Recorde africano (African) |                                           | Q | Classificado por posição (Qualified) |
| Recorde do campeonato | Recorde do campeonato (Championship record)  | Recorde da América    | Recorde da América (Americas)         | q                          | Classificado por melhor tempo (Qualified) |   |                                      |
| Melhor marca do ano   | Melhor marca do ano (World leading)          | Recorde asiático      | Recorde asiático (Asian)              | DNS                        | Não largou (Did not start)                |   |                                      |
| Recorde nacional      | Recorde nacional (National record)           | Recorde europeu       | Recorde europeu (European)            | DNF                        | Não terminou (Did not finish)             |   |                                      |
| Recorde pessoal       | Recorde pessoal do atleta (Personal best)    | Recorde da Oceania    | Recorde da Oceania (Oceania)          | DSQ / DQ                   | Desclassificado (Disqualified)            |   |                                      |
| Recorde da temporada  | Recorde da temporada do atleta (Season best) | Recorde sul-americano | Recorde sul-americano (South America) | NM                         | Sem marca (No mark)                       |   |                                      |